# Vidal de Ravenna
Vidal de Ravenna o de Milà va ser un màrtir cristià, venerat com a sant. La festa de Sant Vidal és el 28 d'abril. No obstant això, no va tenir existència real: la seva història es va crear arran del trasllat de les restes de Vidal de Bolonya a Ravenna en 409, ordenat per Gal·la Placídia. Quan les seves restes van arribar a Ravenna, s'hi va edificar la Basílica de San Vitale, sobre el suposat lloc del seu martiri. Com que van arribar amb les dels sants Gervasi i Protasi i es van col·locar juntes, amb el temps es va creure que hi havia una relació entre els dos sants nens i Vidal. A partir d'aquí, oblidat ja el veritable origen, es va elaborar una llegenda que expliqués aquesta relació, fent Vidal pare dels altres dos màrtirs i diferenciant-lo del Vidal original.

## Llegenda
Segons aquesta llegenda, Vidal era un ric ciutadà de Milà; altres versions diuen que era originari de Ravenna i vivia a Milà. Estava casat amb santa Valèria i tenien dos fills, els sant Gervasi i Protasi. Van ser batejats pel bisbe de Milà sant Gai. Durant les persecucions contra els cristians, probablement les de Dioclecià, en començar el segle iv, els soldats empresonaren sant Ursicí de Ravenna; Vidal, cristià ell mateix, el va animar a afrontar l'execució i es va descobrir que també era cristià. El jutge Paulí, llavors, va fer que el torturessin al poltre i que fos enterrat viu, posant-li pedres sobre el cap.

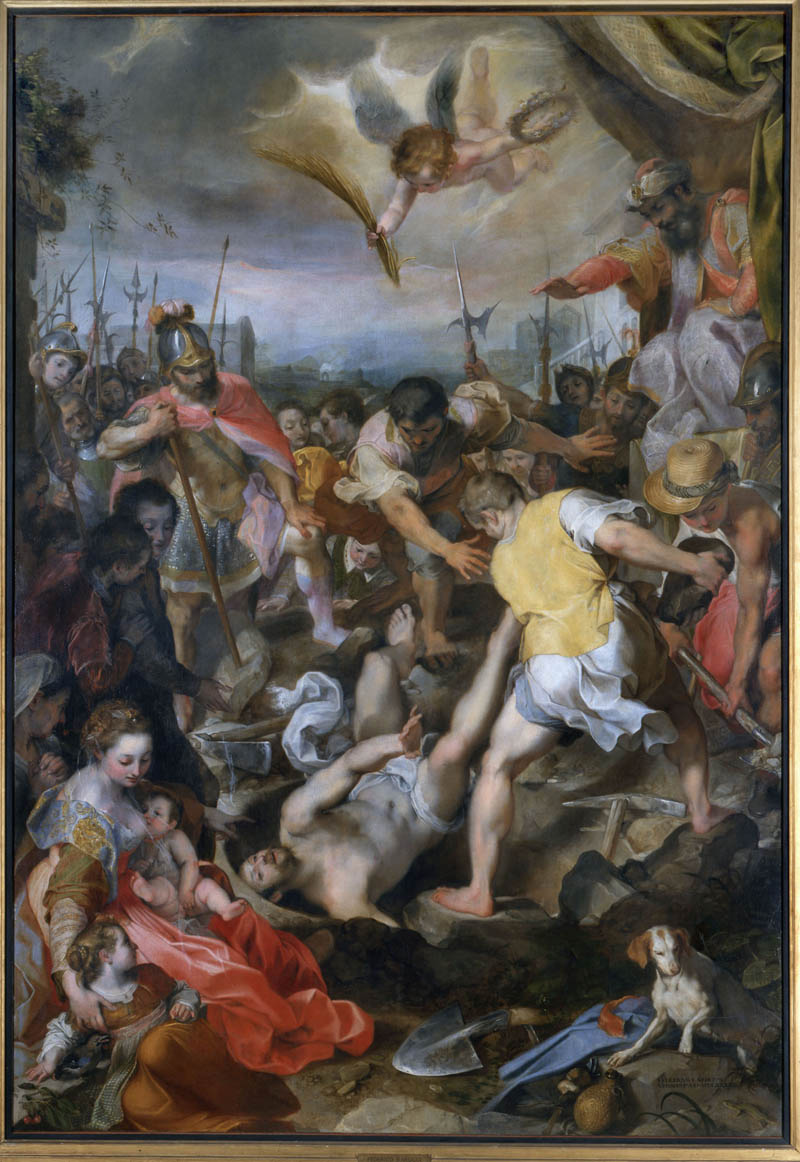
Martiri del sant, per Federico Barocci, s. XVII
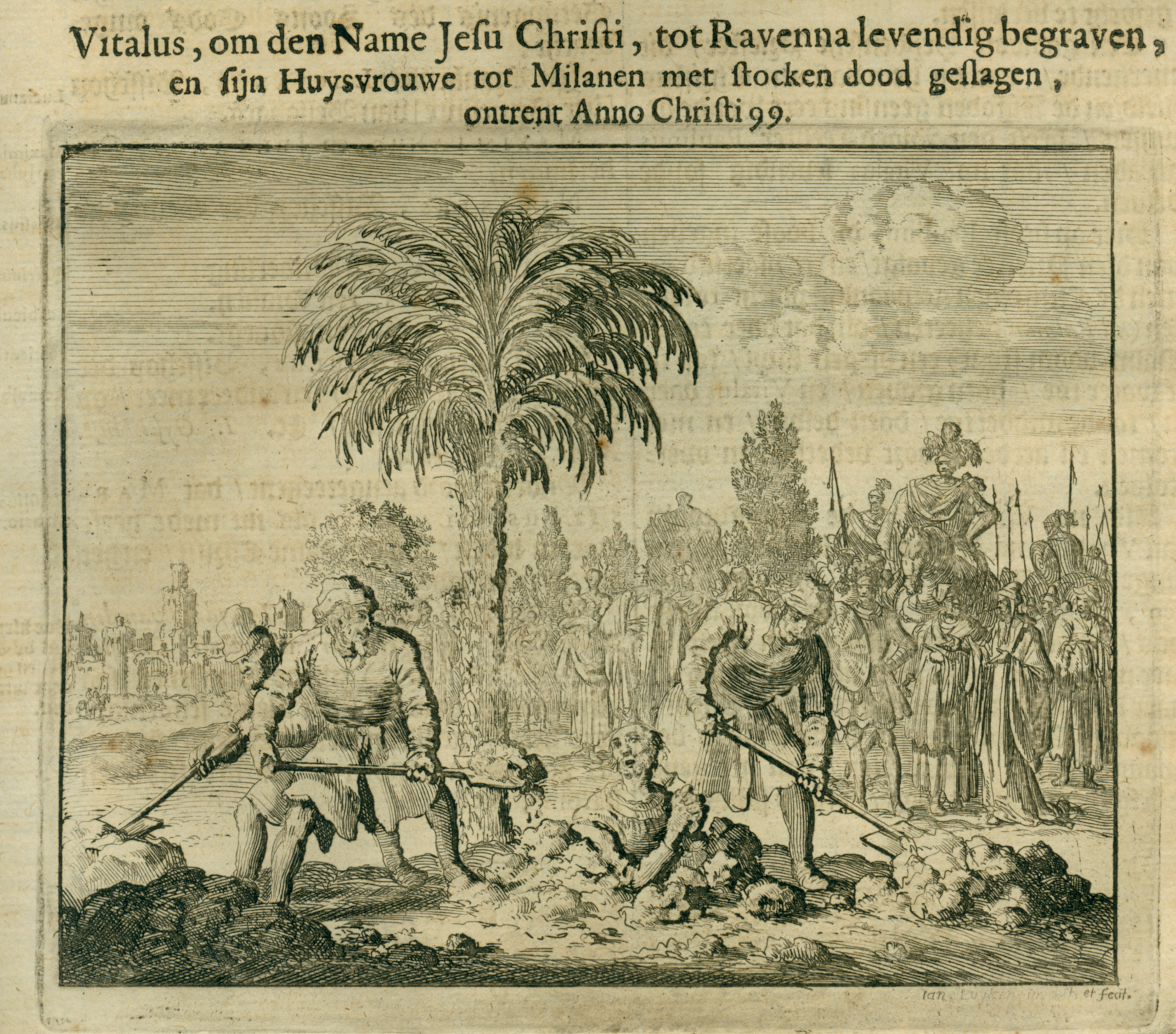
Vidal essent sebollit, gravat del Martyrs' mirror, s. XVIII
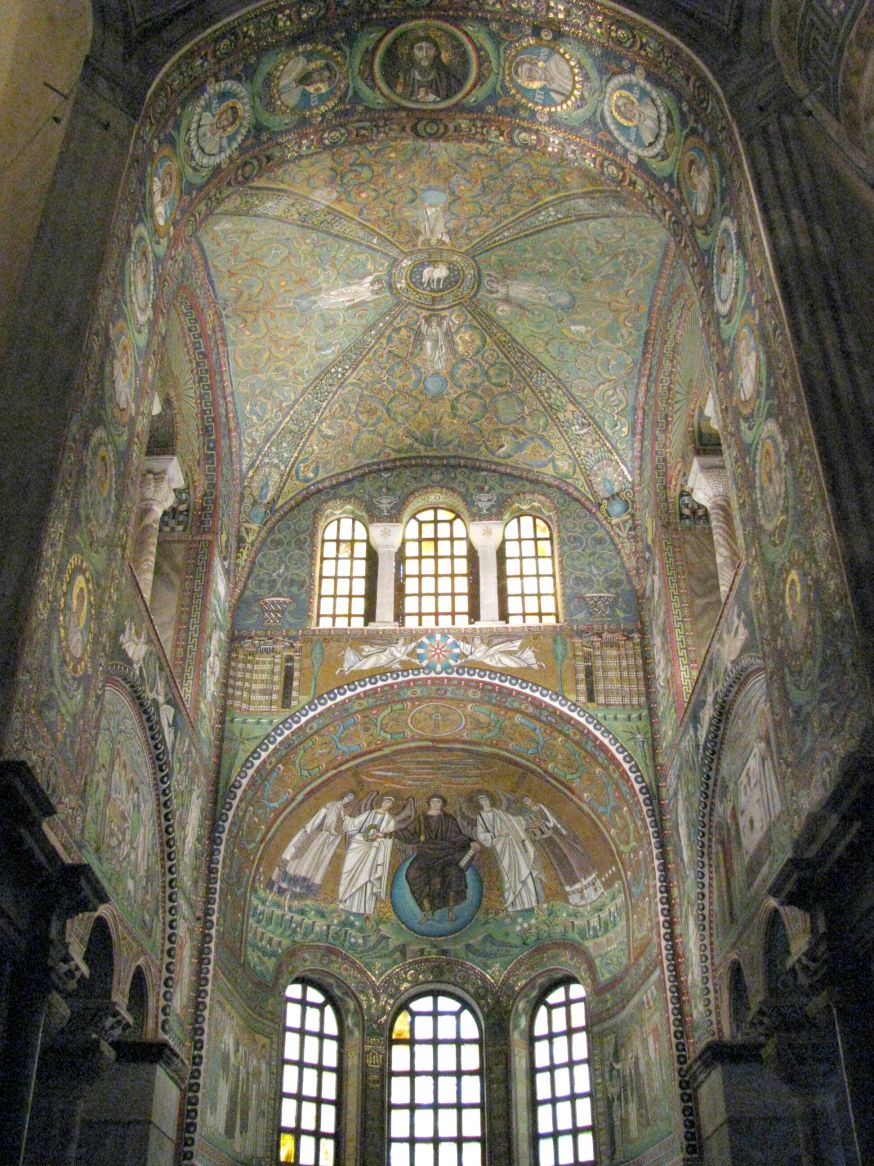
Basílica de S. Vitale (Ravenna)